# Katherine Kressmann Taylor
Katherine Taylor (Portland, 1903 – 14 luglio 1996) è stata una scrittrice statunitense.
Conosciuta principalmente per il suo libro Destinatario sconosciuto (1938), un romanzo scritto sotto forma di una serie di lettere fra un ebreo mercante d'arte, che vive a San Francisco, ed il suo partner d'affari, rientrato in Germania nel 1932.
Il romanzo ha il pregio di mettere in evidenza, fin dall'inizio, i pericoli del nazismo.

## Vita
Kathrine Kressmann si trasferì a San Francisco dopo la laurea presso l'Università dell'Oregon nel 1924 lavorando come copywriter pubblicitario. Nel 1928, sposò Kressmann Elliott Taylor, proprietario di un'agenzia di pubblicità.
Dieci anni dopo, la coppia si trasferì a New York, dove la rivista “Story” pubblicò il romanzo Destinatario sconosciuto. L'editore Whit Burnett ed Elliot ritengono che la storia sia "troppo dura per apparire sotto il nome di un'autrice," e la pubblicano sotto lo pseudonimo maschile Kressmann, pseudonimo che la Taylor utilizzerà professionalmente per il resto della sua vita.
La rivista Reader's Digest presto ristampa il romanzo, e Simon & Schuster lo pubblica come libro nel 1939, vendendo 50 000 copie.
Presto il romanzo viene pubblicato anche all'estero e ne viene fatta anche una traduzione olandese, poi confiscata dai nazisti, e una tedesca, pubblicato a Mosca. Il libro naturalmente viene vietato in Germania.
Anche il suo libro successivo, “Until that day – Senza ritorno”, pubblicato nel 1942 è un atto di accusa contro il nazismo. Nel 1944 la Columbia Pictures gira il film “Destinatario sconosciuto”. Il regista e scenografo del film è stato William Cameron Menzies (Via col vento), mentre l'attore Paul Lukas fu chiamato a recitare la parte di Martin.
La sceneggiatura, scritta da Herbert Dalmas, ricevette il parere favorevole da parte della scrittrice. In Russia ci fu un'altra sceneggiatura ad opera di David Greener, ma non ne venne mai tratto un film.
Dal 1947, Kathrine insegnò giornalismo e scrittura creativa al Gettysburg College, in Pennsylvania, e, quando Elliot Taylor morì nel 1953, visse come una vedova. Ritiratasi nel 1966, si trasferisce a Firenze e scrive Diario di Firenze nel diluvio, ispirato alla grande alluvione del fiume Arno, nel novembre dello stesso anno.
Nel 1967, Kathrine sposò lo scultore statunitense John Rood. Da allora visse a metà tra Minneapolis, Minnesota, e la Val di Pesa, vicino a Firenze. La signora Rood continuò a seguire questo stile di vita anche dopo la morte del suo secondo marito avvenuta nel 1974.
Nel 1995, quando Kathrine era ormai novantunenne, la rivista “Story” ristampa “Destinatario sconosciuto”  per celebrare il 50º anniversario della liberazione dei campi di concentramento. Il romanzo è stato successivamente tradotto in 20 lingue, e la versione francese è arrivata a vendere 600 000 copie. Il libro è apparso in Germania nel 2001, ed è stato ristampato in Gran Bretagna nel 2002. In Israele, l'edizione ebraica è stata un best seller ed è stata adattata per il palcoscenico. Lo spettacolo è stato rappresentato centinaia di volte, e ne è stata girata una versione per la TV trasmessa in occasione del Giorno della Memoria, il 27 gennaio.
Riscoperta dopo la ristampa di "Destinatario Sconosciuto" , K. Taylor ha trascorso felicemente gli ultimi mesi della sua vita firmando copie e rilasciando interviste fino alla sua morte avvenuta a 93 anni.

## Opere
- Destinatario Sconosciuto 80 pagine, Rizzoli 2009

Martin, un gentile, ritorna con la sua famiglia in Germania, euforico per i progressi nel vecchio paese dopo l'umiliazione della Grande Guerra. Il suo socio in affari, Max, un Ebreo, rimane negli States per mantenere l'attività in corso. La storia è raccontata interamente come uno scambio di lettere tra di loro, 1932-1934, la tecnica utilizzata in 84 Charing Cross Road.
Martin descrive il "meraviglioso" Terzo Reich e un uomo chiamato "Hitler". In un primo momento Max è avido: "Come ti invidio ... Si va a una Germania democratica, una terra con una profonda cultura e gli inizi di una muta libertà politica!». Max presto però ha dubbi circa nuovi entusiasmi del suo amico, dopo aver sentito da testimoni oculari che le truppe naziste avevano ottenuto Berlino e che gli ebrei venivano picchiati e le loro imprese boicottate. Martin risponde, dicendo a Max che, mentre essi possono continuare ad essere buoni amici, tutti sanno che gli ebrei sono stati i capri espiatori universali, e "pochi devono soffrire per i milioni salvati."
"Questo problema Ebreo è solo un capro espiatorio", scrive Martin. "Qualcosa di grande sta accadendo." Ciò nonostante, egli chiede a Max di smettere di scrivergli lettere. Se una lettera fosse stata intercettata, lui (Martin) perderebbe la sua posizione ufficiale e lui e la sua famiglia sarebbero state in pericolo.
Max continua a scrivere a prescindere, quando sua sorella, Griselle, attrice a Berlino, scompare. Egli diventa frenetico di conoscere il suo destino. Martin risponde in cancelleria banca (meno probabilità di essere controllato) e racconta Max sua sorella è morta. Egli ammette che non aiutò Griselle quando lei andò a chiedergli aiuto per non mettere in pericolo la sua famiglia.
(È rivelato in precedenza nel libro che Martin e Griselle avevano avuto una relazione prima degli eventi del libro si svolgono.)
Max decide così di vendicarsi per la morte della sorella e inizia a mandare una serie di lettere e di ricevute bancarie assomiglianti a codici cifrati fino a quando una lettera gli viene rispedita con un timbro che cita “destinatario sconosciuto”.
- Senza ritorno 434 pagine, Rizzoli 2004
- Diary of Florence in Flood. Simon & Schuster, 1967
- Florence: Ordeal by Water. H. Hamilton, London, 1967. ISBN 0-241-91438-8